# Фрейдель, Владимир Рафаилович
Владимир Рафаилович Фрейдель (род. в 1927 году, Ленинград, СССР) — советский учёный-инженер. Входил в состав медицинской группы, готовившей группу первых советских космонавтов.

## Биография
Родился в 1927 году в Ленинграде.
Специализировался на разработке медицинского оборудования для космических исследований. Участвовал в разработке комплекса медицинской аппаратуры второго ИСЗ Спутник-2 «КАМА-01-М-2». Проводил предполётное медицинское обследование собачки Лайки, а также собачки Звёздочки, отправленной в космос 25 марта 1961 года.
Входил в состав медицинской группы, готовившей группу первых советских космонавтов. Непосредственно участвовал в предполётном медицинском обследовании первых космонавтов 11 апреля 1961 года. По итогам обследования Юрия Гагарина и Германа Титова был сделан вывод о соответствии их показателей нормальному состоянию исследований физиологических функций.
Во время первого полёта человека в космос 12 апреля 1961 года — оператор пульта «Вега-А».
В 1961 году был ведущим инженером СКТБ Биофизприбор Министерства Здравоохранения СССР, затем заместителем начальника-главного конструктора по научной работе. За участие в организации первого полёта человека в космос награждён орденом Трудового Красного знамени.
После первого полёта человека в космос СССР начал разрабатывать принципиально новую космическую программу, целью которой являлся выход человека в открытый космос. В рамках СКТБ Биофизприбор была разработана штатная аппаратура медицинского контроля «Вега-2», позволяющая получить уникальные полётные данные о психофизиологическом состоянии членов экипажа на всех этапах полёта.

## Память
Имя Владимира Рафаиловича Фрейделя нанесено на памятник Звёздочке в сквере на ул. Молодёжная в Ижевске, посвящённый людям и животным, причастным к организации первых полётов в космос.